# Gerd Achgelis
Gerd Achgelis (16. července 1908 Golzwarden, Dolní Sasko, tehdy Oldenburské velkovévodství – 18. května 1991, Hude) byl německý akrobatický pilot a podnikatel.

## Život
Gerd Achgelis se vyučil elektrikářem. Létat a pracovat jako akrobatický pilot začal v roce 1928. V roce 1930 létal hodinu nad Londýnem s letounem hlavou dolů. Gerd Achgelis se stal o rok později mistrem Německa v akrobatickém létání. Od dubna 1932 pracoval jako letecký instruktor a testovací pilot ve Výmaru.
Místo hlavního zkušebního pilota u firmy Focke-Wulf v Brémách opustil v roce 1933. V letech 1934 až 1936 byl Achgelis mistrem světa v akrobatickém létání. Poté působil jako jeden z testovacích pilotů u firmy Focke-Wulf/Albatros v Berlíně, kde zalétával nové typy letadel: Byl jedním ze společníků firmy Focke, Achgelis & Co. GmbH v Delmenhorstu. Zde také 26. června 1936 povedl zálet stroje Fw 61, prvního prakticky využitelného vrtulníku vyvinutého v Německu.
V roce 1937 společně s Heinrichem Fockem založil firmu Focke-Achgelis. Firma se v Hoykenkampu zabývala výrobou vrtulníků. Achgelis zalétával první prototypy. V roce 1938 podnikl Achgelis turné po USA na kterém předváděl leteckou akrobacii s letounem Fw 56 A-I.
Už v roce 1933 nabídl Achgelisovi Hermann Göring post instruktora létání na škole pro dopravní piloty v Berlíně, kde měl založit a vyškolit akrobatický tým. Achgelis ale nabídku nepřijal. Göring se také po smrti Ernsta Udeta v roce 1941 snažil, aby se Achgelis stal jeho nástupcem ve funkci generálního inspektora Luftwaffe (Generalluftzeugmeister). Ten však až do konce války zůstal jako zkušební pilot v továrně v polském městě Grudziądz (tehdy německy Graudenz). Odtud také koncem války uprchl do západní části Německa.
Po válce nejprve Achgelis pracoval na rodinné usedlosti ve Schweiburgu (dnes místní část obce Jade). Od roku 1952 působil jako obchodník v Hude. Přesto se však letectví věnoval i nadále. V roce 1961 vznikl z jeho iniciativy letištní spolek Oldenburg. V roce 1975 získal za svou činnost v oblasti letectví čestnou medaili města Paříže.
Také založil putovní cenu Kavalier der Lüfte, která byla udělována každoročně v listopadu.